# Benedetto Accolti (kardynał)
Benedetto Accolti (ur. 29 października 1497 we Florencji, zm. 21 września 1549 tamże) — włoski kardynał i prawnik.

## Życiorys
Pochodził ze znanego rodu Accoltich — wujem Benedetta Accoltiego był kardynał i prawnik Pietro Accolti. Benedetto studiował nauki humanistyczne na Uniwersytecie we Florencji oraz prawo na Uniwersytecie w Pizie. Następnie w 1515 został domownikiem swojego wuja, a jako prawnik został abrewiatorem listów papieskich.
24 czerwca 1520 został administratorem apostolskim diecezji Kadyksu. Został mianowany przez papieża Adriana VI sekretarzem Spraw Apostolskich. 16 marca 1523 przeniesiony na biskupem Cremony. Był sekretarzem papieża Klemensa VII w 1524. Konsekrowany 21 grudnia 1524 w Rzymie przez Gian Pietro Carafę, byłego arcybiskupa Brindisi. 17 sierpnia 1524 arcybiskupem Rawenny. 3 maja 1527 został mianowany kardynałem. Otrzymał też liczne beneficja, m.in. od cesarza Karola V. W latach 30. XVI wieku pełnił też funkcje administratora apostolskiego diecezji Bovino (od 24 stycznia 1530 do kwietnia 1535) i diecezji Policastro (od 6 lutego 1531 do czerwca 1535).
W 1532 powierzono mu zarząd Marche (bez Ankony), ale w sierpniu 1532 został pozbawiony tej funkcji, gdyż zdradził mieszkańcom Ankony plany papieża Klemensa VII dotyczące podporządkowania sobie kardynała Hipolita Medyceusza. 2 września 1534 został oskarżony o sprzeniewierzenie 19 000 dukatów na wyprawę przeciw Turkom i pozbawiony kardynała. Był uwięziony w zamku św. Anioła. 30 sierpnia 1535 kardynał przyjął warunki nałożone przez papieża polegające na dwuletniej nieobecności w Kurii Rzymskiej i zapłacie dużej sumy pieniędzy; tego samego dnia został przywrócony do kardynała; niektórzy twierdzą, że autorem uwięzienia był kardynał Hipolit Medyceusz, krewny papieża Klemensa VII. Zmarł we Florencji na udar mózgu i został pochowany w bazylice San Lorenzo.
Jest autorem kilku traktatów prawniczych oraz poezji o charakterze mitologiczno-erudycyjnym. Korespondował z wielu wybitnymi humanistami swoich czasów, należeli do nich m.in. Pietro Aretino i Pietro Bembo.